# Ningma

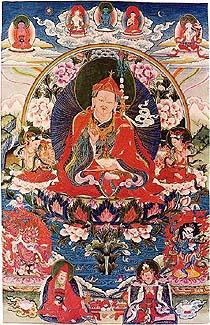
Malowidło linii Ningma przedstawiające Padmasambhawę w towarzystwie księżniczki Mandarawy i Jeszie Tsogial nad którymi znajdują się Samantabhadra, Wadżrasattwa i Garab Dordże, a poniżej tybetańscy mistrzowie Longczenpa oraz Dżigme Lingpa

Ningma (tyb. རྙིང་མ་, Wylie: rnying ma, ZWPY: Nyingma) – jedna z czterech głównych tradycji buddyzmu tybetańskiego. Tradycja ta uznawana jest za pierwszą tradycję buddyzmu tybetańskiego.

## Etymologia
Słowo ningma z tybetańskiego znaczy „starożytny” i dlatego szkołę tę nazywa się „starożytną tradycją” lub „tradycją starożytnych przekazów”.

## Historia tradycji Ningma

### Pochodzenie i pierwszy okres rozkwitu tradycji
Nauki szkoły Ningmapy pochodzą z Długiego Przekazu (Ring Gyu) Kamy pierwszego okresu buddyzmu w Tybecie oraz Krótkiego Przekazu (Nye Gyu) Termy późniejszych nauk buddyzmu; inne nauki mistrzowie otrzymali, w różnych historycznych okresach, bezpośrednio w Czystych Wizjach (Dag Nang) od Bóstw lub Guru, podczas doświadczeń lub przejrzystych snów.
Kama, czyli długa nieprzerwana linia nauk kanonicznych, była przekazywana od pierwotnego Buddy Samantabhadry aż do dziś. Otrzymał go urodzony niedaleko Indii, w krainie Oddijana, ok. 184 roku p.n.e. Prahewadżra (tyb. Garab Dordże). Około roku 760 n.e. przekaz ten dotarł do Tybetu za pomocą zaproszonych przez króla Tybetu Trisong Decena wielkiego mistrza Padmasambhawy oraz mnicha Śantarakszita, który założył pierwszą wspólnotę monastyczną i klasztor Samye. Głównymi postaciami byli również wielki tłumacz Wimalamitra oraz Wajroczana i pozostałych 25 mahasiddhów, spadkobierców Padmasambhawy. Do XI wieku n.e. tradycja tego starego przekazu była jedyną w Tybecie pomimo że od czasów panowania wrogo nastawionego do buddyzmu króla Langdarmy (836–842) nauki jednak zaczęły zanikać. Kluczowe nauki tego okresu to tantry wewnętrzne.

### Drugi okres rozkwitu tradycji
Ponowny rozkwit tradycji Ningma nastąpił kiedy w XI w n.e. równocześnie do Tybetu zaczęły docierać nowe nauki tantr późniejszego przekazu szkół Sarma (buddyzm) za sprawą takich nauczycieli jak hinduski mistrz Atisza (Kadam), Drokmi Lotsała (Sakja) oraz Marpa Tłumacz (Kagju). Dopiero wtedy to zaczęto odkrywać ukryte skarby, tzw. termy, z zaginionymi naukami czasów Padmasambhawy, a tradycję, w odróżnieniu od nowych nauk, powszechnie nazywać jako Ningma, „starożytna tradycja”. Termy, czyli krótki przekaz nauk, to skarby nauki ukryte głównie przez Padmasambhawę i jego duchową partnerkę Jeszie Tsogyal po to, aby mogły zostać odkryte w najodpowiedniejszym czasie przez tertonów, będących emanacjami Padmasambhawy i jego 25 głównych uczniów.
Wyróżnia się pięciu najważniejszych odkrywców term „Pięciu Królów Term”:
- Nyang Ral Nyima Özer (1124–1192)
- Guru Chökyi Wangchuk (1212–1270)
- Dorje Lingpa (1346–1405)
- Pema Lingpa (1445–1521)
- Padma Ösel Do-ngak Lingpa (Dziamjang Khjentse Wangpo) (1820–1892)

W początkowym okresie nastąpił rozkwit nauk Dzogczen za sprawą term z naukami Wima Nyingthig oraz Khandro Nyingthig. Mistrzowie tego okresu to Nyak Dżnianakumarę i Nubczien Sangye Jeszie, a później (począwszy od XI w.) przekaz mistrzów z klanu Zur. Rongzom Czokji Zangpo (1012–1088), twórca obszernych traktatów. Wykształciły się dwie linie Kama: linia Rong w Tybecie Centralnym i linia Kham we Wschodnim Tybecie. Kolejną ważną postacią był Longczen Rabdziam (Longczenpa; 1308–1363), uznany za jednego z największych mistrzów Dzogczen w tradycji Ningmapa. Jest uważany wraz z Tsongkhapą i Sakja Panditą za główna emanację Mandziuśriego w Tybecie. Był również wielkim scholastykiem i jednym z najbardziej błyskotliwych i oryginalnych twórców w literaturze buddyzmu tybetańskiego, autorem ponad 200 dzieł, z których do dzisiaj przetrwało tylko około 25. Najbardziej znane z nich to: „Siedem Skarbnic” (Dzo Dun) i „Trzy Trylogie”. Longczenpa połączył w spójny system nauki Wima Nyingtik i Khandro Nyingtik na temat których napisał „Trzy wewnętrzne Esencje”. Dzięki błogosławieństwu Longczenpy, otrzymanemu w czystej wizji, Jigmed Lingpa zawarł esencję jego nauk w swej własnej Termie Umysłu, „Longczen Nyingtik”, która bardzo rozpowszechniła się w Tybecie. Głównym dzierżawcą Longczen Nyingtik był Pierwszy Dodrup Chen Rinpocze, Jigmed Trinle Ozer (1745–1821).
Począwszy od pierwszego tertona, Sangye Lamy (1000–1080) i Drap Ngonshe (1012–1090), odkrywcy czterech tantr medycznych, były setki innych mistrzów, którzy specjalizowali się w odkrywaniu Term. Sławnymi mistrzami term byli: Pani Dziomo Memo (1248–1283), duchowa partnerka Guru Czowanga; Orgyen Lingpa (1323 – ok. 1360), odkrywca biografii Guru Rinpocze, tekstu „Sheldrakma” i „Kathang Denga"; Rigdzin Godem (1337–1403), odkrywca „Północnej Termy"; Sangye Lingpa (1340–1396), który odkrył cykl „Lama Gongdu"; Karma Lingpa (XIV w.), odkrywca cyklu „Shyi Tro Gongpa Rang Drol”, z którego pochodzą nauki o „Sześciu (stanach) Bardo” i Bardo Thodol; Ratna Lingpa (1403–1478), który dokonał kompilacji Nyingma Gyubum; Tangtong Gyalpo (1385–1510), niezwykły mistyk i inżynier, który przeżył 125 lat; Dzietsyn Nyingpo (1585–1656), który odkrył cykl „Koncziok Czidu"; Lhatsun Namkha Jigme (1597 – ok. 1650), odkrywca nauk „Rigdzin Sokdup"; Wielki V Dalajlama, Ngawang Lobsang Gyatso (1617–1682), który w czystej wizji otrzymał 25 nauk znanych pod nazwą „Sangwa Gyaczen"; oraz jego uczeń i nauczyciel Terdak Lingpa. Pod koniec XVII w. linia Rong i linia Kham zostały połączone przez Terdak Lingpę (1646–1714). Nauki Kama, zebrane przez Terdak Lingpę i jego brata Loczien Dharmaśri (1654–1717?/1718) zostały następnie spopularyzowane w klasztorach Dzogczen i Palyul, i w końcu opublikowane w 40 tomach przez Kyabdzie Dudzioma Rinpocze.
Kluczowymi postaciami byli również wielki mistrz Patrul Rinpocze (1800–1887) oraz Mipham Rinpocze (1848–1912), autor 32 tomów dzieł. Ponadto należy wymienić III Dodrup Chen Rinpocze, Jigmed Tenpe Nyima (1865–1926), autor sześciu tomów dzieł; Shaczen Gyaltsab, który napisał ponad 13 tomów dzieł; Khenpo Shenga (1871–1921), którego prace wypełniają 15 tomów oraz Kyabdzie Dudziom Rinpocze (1904–1987).

### Mistrzowie ostatniego stulecia
W ostatnim stuleciu wiele zrobiono w celu skonsolidowania nauk Ningmapy, podczas duchowego i kulturalnego renesansu w Tybecie, którego pionierami byli tacy mistrzowie jak Dziamjang Khyentse Wangpo, Dziamgon Kongtrul Wielki i terton Czogyur Lingpa (1829–1870). W tym okresie pojawili się również inni wspaniali mistrzowie Term, tacy jak Dudziom Lingpa i Terton Sogyal. Gdy po wydarzeniach 1959 r. Tybetańczycy udali się na wygnanie, Dudziom Rinpocze został jednomyślnie wybrany Najwyższą Głową tradycji Ningmapy. Urodzony w 1904 roku w płd-wsch. tybetańskiej prowincji Pemako, jednej z „czterech ukrytych krain” Padmasambhawy, został rozpoznany jako inkarnacja wielkiego tertona Dudzioma Lingpy. Był największym tertonem i mistrzem Dzogczen swoich czasów i dzierżawcą wszystkich linii Ningmapy.
Dilgo Khjentse Rinpocze (urodzony w 1910 roku), czołowy mistrz Dzogczen, odgrywał kluczową rolę w przekazywaniu nauk Dzogczen. Niestrudzenie wędrował, aby nauczać tysiące swoich uczniów w Bhutanie, Nepalu, Indii i na Zachodzie. Jest jednym z głównych uczniów wielkiego mistrza Rime, Dziamjanga Khjentse Czokji Lodro, który będąc inkarnacją Wimalamitry i Trisong Detsena, był kluczową postacią w linii przekazu Ningmapy i który opuścił ciało w Sikkimie w 1959 roku. Siedziba Dilgo Khyentse Rinpocze znajduje się w klasztorze Shechen Tennyi Darge Ling w Boudha, Kathmandu.
Dodrup Chen Rinpocze (ur. 1927), dzierżawca linii Longczen Nyingtik posiada swe ośrodki w Gangtoku (Sikkim), Bhutanie i w stanie Massachusetts.
Tulku Urgyen Rinpocze (ur. 1920), wielki wnuk Czogyur Lingpy, jest zarówno mistrzem Dzogczen, jak i Mahamudry. Będąc nauczycielem Gyalwa Karmapy i regentów linii Kagyu, założył szereg klasztorów i ośrodków medytacyjnych w Nepalu.
Nyoshul Khen Rinpocze (ur. 1926), ceniony za mistrzowską znajomość dzieł Longczenpy, jest czołowym eksponentem nauk Dzogczen, posiada wielu uczniów w Bhutanie, Nepalu, Indii i na Zachodzie.
Na Wschodzie inni wielcy mistrzowie kontynuują przekaz żyjącej tradycji Ningmapów. Są wśród nich: Kyabdzie Minling Trichen Rinpocze, dzierżawca tronu wielkiej tradycji Mindroling i jeden z najważniejszych przedstawicieli Ningmapy, który rezyduje w Dhera Dhun.
Inni mistrzowie to: Khordong Terczien Tulku Czime Rigdzin Rinpocze, uznany mistrz Dzogczen Czatral Rinpocze, który przebywa w Dardżylingu i Nepalu; Penor Rinpocze, który dokonał istotnego wkładu do sukcesji przekazu Ningmapy i prowadzi rozwijający się ośrodek w Byalakuppe w Południowych Indiach; Trulshik Rinpocze, wysoce poważany i cenny mistrz Ningmapy, który rezyduje w Nepalu; VII Dzogczen Rinpocze; VIII Shechen Rabdziam Rinpocze i Czoling Rinpocze, VII Dzogczen Ponlop Rinpocze, IX Gangteng Tulku Rinpocze, Dzongsar Rinpocze oraz bardzo znany na Zachodzie Czogjal Namkhai Norbu.
W Stanach Zjednoczonych tacy mistrzowie, jak Chagdud Tulku Rinpocze, Gyatrul Rinpocze i Gonpo Tsetsen uczynili wiele dla rozpowszechnienia się nauk Ningmapy.

### Tradycja Ningma według tybetańskiego badaczaRimeWielkiego Jamgona Kongtrula
Przekaz nauk tradycji Ningma to głównie pochodzące od „zasłyszanego bezpośredniego prywatnego przekazu” z Indii (Oddijany) 6 linii nauk tantr wewnętrznych, zgodnie z wielkim uczonym Jamgonen Kongtrulem Wielkim (1813–1899), który zebrał w pięciu wielkich zbiorach nauki tradycji Ningmy i Sarmy:
(pięć linii długiego ustnego przekazu Kama)
1. od mahasiddhy Padmasambhawy, w szczególności 8 Sadhan i nauki Dzogczen (Atijogi)
2. od Wairoczany, który pobierał nauki od Shri Singha (tyb. Palgyi Senge), w szczególności 18 sekcji nauk Semde (Umysłu) oraz nauk Longde (Przestrzeni) w kategorii Białe, Czarne, Różnobarwne
3. od hinduskiego pandity Wimalamitry, w szczególności nauki Mengagde (Rdzennych Instrukcji) i pozostałe nie przekazane gdzie indziej nauki Semde (13 późniejszych tłumaczeń), które później skompilowano jak Wima Nyingtik
4. od Nup Sangye Yeshe, w szczególności nauki wewnętrznych tantr (4 główne zbiory Anujogi i inne), które otrzymał od hinduskich mistrzów Krishna Samayawadżra, Virupa, Vasubhasha z Nepalu
5. od Ma Rinczena i Nyak Jnanakumary, w szczególności tantry wewnętrzne Mahayogi zgodnie z tantrą Guhyagarbha (Sieć Magicznego Przejawu Wadżrasattwy), Anujogi zgodnie z Do Gongpa Düpa (Wylie. mdo dgongs pa ‘dus pa; Sutrą Sumy Wszystkich Intencji Buddów) i trzech sekcji Atijogi (Semde, Longde, Mengagde). Od Nyak Jnanakumary przekaz dotarł do Nup Sangye Yeshe, a następnie Zur, rodziny przekazów starożytnych. Jest 18 wielkich tantr Ningmy, esencją których jest „Król tantr” Guhyagarba, które biorą pochodzenie od Wadżrapaniego i hinduskiego mahasiddhy Króla Dża, jego syna Kukuradży, Lalitawadżry, Buddhaguhya, Wimalamitry i Padmasambhawy.
6. linię krótkiego przekazu Term, który dzieli się na 3 rodzaje:
- termy Ziemi, zainicjowane przez tybetańską dakinię Jeszie Tsogjal, która zebrała wszystkie wewnętrzne tantry wraz z instrukcjami i sadhanami od Padmasambhawy i ukryła je wraz z nim i jego bezpośrednimi uczniami jako Termy, święte duchowe skarby
- termy Umysłu, odkrywane w strumieniu umysłów zrealizowanych mistrzów tantrycznych
- termy Czystych Wizji, odkrywane podczas świętych wizji przekazywanych do zrealizowanych mistrzów tantrycznych, takich jak pierwszy terton Sangye Lama (ok. 1000 r. n.e.), Yuthok Yonten czy podczas 25 wizji Wielkiego Piątego Dalajlamy.

Było ok. 100 wielkich tertonów, spośród których byli Nyangral Nyima Ozer i Guru Chokyi Wangchuk oraz 8 wielkich noszących imię Lingpa. Przekaz term ogólnie można podzielić w 6 grupach: 8 sadhan, Ucieleśnienie Zrealizowania mistrza, Wadżrakilaja, Guru Joga, Dzogczen (Wima i Khandro Nyingtik), Avalokiteśwara.
Ponadto obok „zasłyszanego bezpośredni prywatnego przekazu” wyróżnia się 2 szczególne źródła przekazów Ningma:
- „przekaz symboliczny Vidyadharów”, w szczególności nauk Atijogi, czyli Dzogczen, od niebiańskiego dziecka Semlhagchen do Garaba Dordże, Mandziuśrimitry, Shri Simgha, Padmasabhavy i Wimalamitry, który objawiał się ukazywaniem symboli w celu nagłego oświecenia
- "przekaz umysłu istot oświeconych” od pierwotnego Buddy Samantabhadry do wielkich bodhisattwów, który objawiał się spontanicznymi naukami mądrości przekazywanymi od umysłu do umysłu w celu nagłego oświecenia.

## Nauki tradycji Ningma

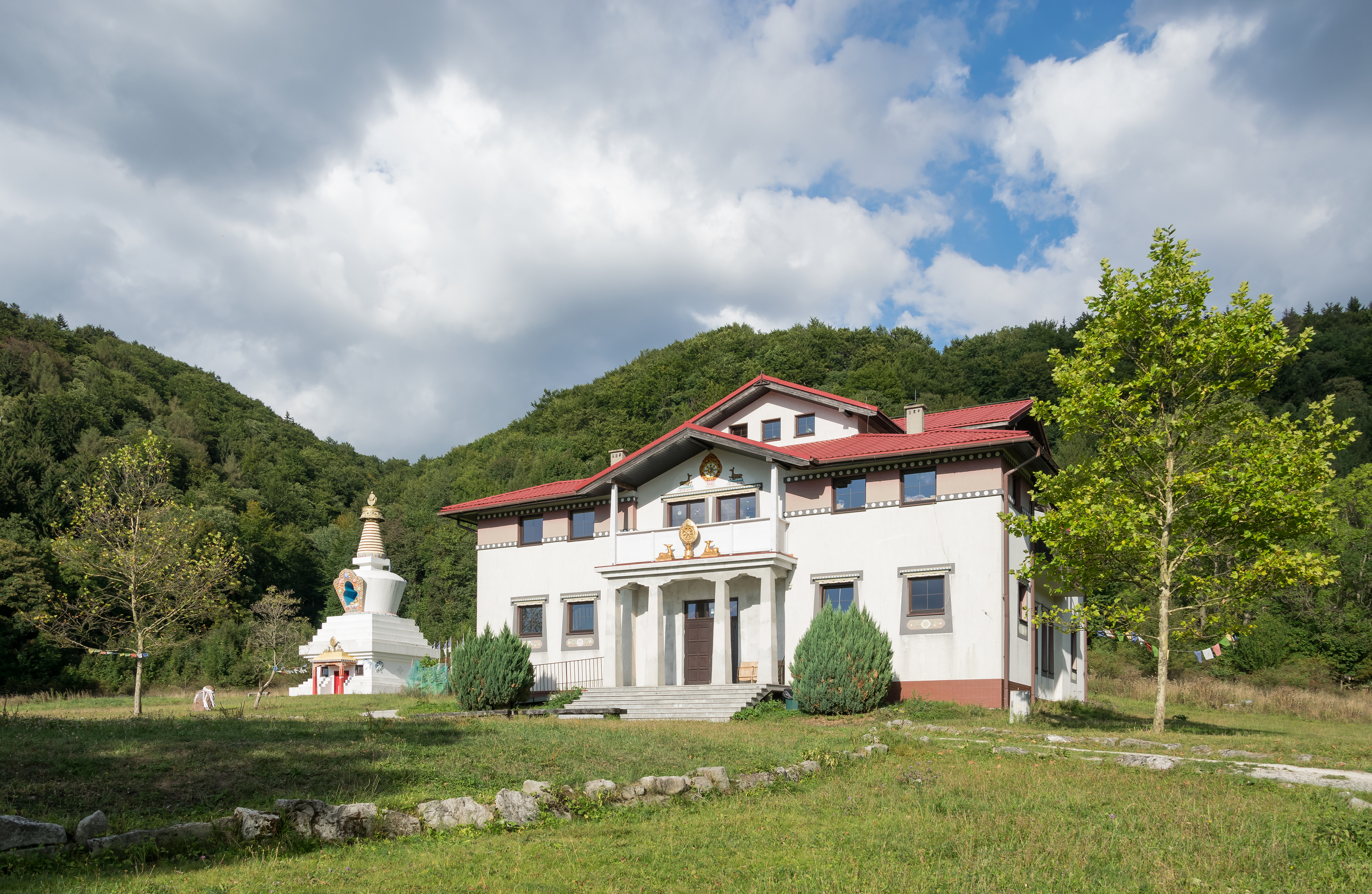
Gompa Drophan Ling w Darnkowie, w której kultywuje się tradycje Ningma

Cechą wyróżniającą tę szkołę od pozostałych, jest to że głównymi jej praktykami są Dzogczen oraz tantry wewnętrzne pochodzące od Garab Dordże oraz Padmasambhawy i innych nauczycieli wczesnego przekazu Wadżrajany.
Buddyzm według Ningma dzieli się na Dziewięć „Pojazdów” i dotyczy nauk Hinajany, Mahajany i Wadżrajany, tj. następujących pojazdów: Śrawaki, Pratjekabuddhy, Bodhisattwy, Tantr Krija, Tantr Czarja, Tantr Jogi, Tantr Mahajogi, Tantr Anujogi i Tantr Atijogi. Trzy tantry wewnętrzne, to te trzy ostatnie grupy tantr, są głównym dziedzictwem szkoły Ningma. Zostały one zestawione w tradycji długiego kanonicznego przekazu Kama w trzech grupach: Do Gyu Sem („Sutra”, „Maja” i „Umysł"). Odnoszą się one do trzech tekstów „Do Gongpa Düpa” anujogi, „Gyu Sangwa Nyingpo” mahajogi i do atijogi kategorii umysłu (tyb. sems sde). Najbardziej esencjonalne nauki pochodzą również z przekazu Term i należą do kategorii tajemnych pouczeń (tyb. man ngag gi sde), i związane są z praktykami trekczo i thogal, bezpośrednio umożliwiającymi doświadczanie natury rzeczywistości Rigpa. Więcej czytaj w artykule Dzogczen.
Istnieje literatura „Terczio” posiada trzy części: Lama, Dzogczen i Tukdzie Czienpo (La Dzog Tuk Sum), to jest łagodne i groźne sadhany Guru, nauki na temat dzogczen i cykl sadhan Awalokiteśwary. Istnieje też podział na Kagye, Gongdu i Phurbę. Przykładem Gongder mogą być „Siedem Skarbnic” Longczenpy, „Namcho” Mingyur Dordże, „Longczen Nyingtik” Jigme Lingpy i termy Dudzioma Rinpocze. Przykłady czystych wizji to: „Yuthok Nyingtik” Yuthonk Yoten Gonpo, „Rigdzin Sokdrup” Lhatsun Namkha Jigmed, czy „Gyaczen Nyer Nga” Wielkiego V Dalajlamy.
Kagye to przekaz tantr wewnętrznych mahajogi związany z Ośmioma Herukami - jidamami, które były najważniejszymi praktykowanymi w Indiach i Oddijanie za czasów Padmasambhawy. Ośmiu heruków praktykuje się w ramach jednego systemu „Kagje” mandali jidama Czemczok Heruki, bądź jako osobne systemy mahajogi. Są to obecnie główne jidamy unikalne dla tradycji ningma i nazywane są następująco:
- Wadżrakilaja
- Jangdag Heruka
- Drekpa Kundul
- Jamantaka
- Rigdzin Topatsel
- Hajagriwa
- Lamay Heruka
- Topden Nag

Szkoła Ningmapa podkreśla znaczenie zarówno studiów, jak i praktyki. W studiach nad Sutrajaną wyróżnia się „Trzynaście Wielkich Tekstów” wraz z komentarzami Patrula Rinpocze, Miphama i Khenpo Shyenga. Są to:
- Pratimoksza-sutra Buddy Siakjamuniego,
- Winaja-sutra Gunaprabhy,
- Abhidharmasamuccaya Asangi,
- Abhidarmokosa Wasubandhu,
- Prażnianamamulamadhjamika Nagardżuny,
- Madhjamika-avatara Czandrakirtiego,
- Catuhsatakasastra Arjadewy,
- Bodhicarya-avatara (Przewodnik po Ścieżce Bodhisattwy) Śantidewy,
- Abhisamajalankara-nama-pradżniaparamita (Siastra Ozdoby Czystej Realizacji) Asangi,
- Mahajanasultralankara (Siastra Ozdoby Sutr Mahajany) Asangi,
- Madhjantavibhanga (Siastra o rozróżnieniu Środka i Skrajności) Asangi,
- Dharmadharmatavibhanga (Siastra o rozróżnieniu Zjawisk i Czystej Istoty) Asangi
- Mahajana-uttara-tantra-śastra (Siastra o Naturze Buddy) Asangi.

Studiuje się następujące (główne) teksty tantryczne: tantrę Guhjagarbha wraz z komentarzami, Dzo Dun Longczenpy, Dom Sum („Trzy Zasady") Ngari Panczena i inne teksty Kamy i Termy, napisane przez Minling Tercziena, Longczen Dharmaśri i innych.

## Organizacja tradycji
W szkole Ningmapa istnieją dwie sanghi: klasztorna i jogiczna (Ngak Phang). Tradycja Winaji, jaka istnieje w Ningmapie pochodzi od syna Buddy, Rahuli i zachowuje ordynację linii Mulasarwastiwadinów, którą do Tybetu wprowadził Śantarakszita. Tradycja ta osiągnęła swój rozkwit w XVIII w., wraz z pojawieniem się reformatora Dzogczen Gyalse Taye, który rewitalizował standardy dyscypliny i nauczania.
W Tybecie było ponad 1000 klasztorów Ningmapy, a tradycja ta rozprzestrzeniła się po himalajskich rejonach Bhutanu, Sikkimu, Nepalu i Ladakhu. Wyróżnia się sześć głównych klasztorów. W Tybecie Centralnym najważniejszym klasztorem Ningmapy był Orgyen Mindroling (1), zbudowany przez Tercziena Gyurme Dordże (Terdak Lingpę) w 1676 roku oraz klasztor Thubten Dordże Drak (2), założony w 1610 roku przez Rigdzina Ngak Gi Wangpo (1580–1639). W Kham we wschodnim Tybecie, w 1159 r. Kadampa Desziek założył klasztor Khatok (3), a Rigdzin Kunzang Szierab w 1665 r. założył klasztor Palyul (4). W 1685 r. Pema Rigdzin, który był pierwszym w linii Dzogczenem Rinpocze założył klasztor Dzogczen (5), któremu przeznaczone było stać się największym i jednym z najbardziej wpływowych klasztorów Ningmapy we wschodnim Tybecie. W 1735 roku II Shechen Rabdziam Rinpocze, Gyurme Kunzang Namgyal założył klasztor Shechen (6). W prowincjach Golok i Amdo również znajdowało się wiele klasztorów Ningmapy np. klasztory Dodrup Chen i Tarthang. Klasztory te obecnie odbudowywane są poza Tybetem. Ponadto wiele znaczących klasztorów mieści się w Bhutanie.
Nigdy nie było instytucji jedynego zwierzchnika tradycji Ningma, tak jak np. w tradycji Sakja, gdzie jest J.Ś. Sakja Trizin. Jedynie obecnie ze względu na emigracje nauczycieli z powodu inwazji Chin w 1959 roku na Tybet, uznaje się linię następujących po sobie lamów, którzy reprezentują szkołę Ningma przed tybetańskim rządem na uchodźstwie tj. Centralnym Rządem Tybetańskim:
- Dudziom Rinpocze (1904–1987), od lat 1960.
- Dilgo Khjentse Rinpocze (1910–1991), od roku 1987
- Penor (Pema Norbu) Rinpocze, od roku 1991
- Mindroling Trichen Rinpocze, od roku 2003 do 2008
- Taklung Tsetrul Rinpocze, od marca 2012, który odwiedza również regularnie Polskę[3][4].

## Archeologiczne badania manuskryptów w Dunhuang o wczesnej historii buddyzmu tybetańskiego
Począwszy od 1907 roku za sprawą zachodnich badaczy zaczęto pracę nad manuskryptami z jaskiń w Dunhuang. Spośród wielu archeologicznych tekstów, pisanych w różnych językach, do kresu XII wieku naszej ery, szczególnie wyróżnia się sutry Mahajany oraz tantry i komentarze z bardzo wczesnej historii buddyzmu tybetańskiego. Tłumaczone obecnie przez uczonych manuskrypty zawierają podział buddyjskich tantr na maha jogę, anu jogę i ati jogę (dzogczen) oraz przytaczają postać buddyjskiego mistrza Padmasambhawy od którego pochodziły te tantry.